# Tamarine Tanasugarn
Tamarine Tanasugarn (thailändisch แทมมารีน ธนสุกาญจน์, Aussprache: [tʰɛːmmaːriːn tʰanáʔsùʔkaːn], * 24. Mai 1977 in Los Angeles, Vereinigte Staaten) ist eine thailändische Tennisspielerin.

## Karriere
Tamarine, die ihre besten Resultate auf Rasenplätzen erzielte, wurde 1994 Tennisprofi.
Ihre beste Weltranglistenposition erreichte sie 2002 mit Rang 19. Auf der WTA Tour gewann sie am 9. Februar 2003 in Hyderabad gegen Iroda Toʻlaganova ihren ersten Einzeltitel. Der zweite Turniersieg folgte erst im Juni 2008 in ’s-Hertogenbosch, wo sie Dinara Safina im Finale mit 7:5 und 6:3 bezwang. Ihren Titel verteidigte sie 2009 mit einem Endspielsieg über Yanina Wickmayer.
Am 17. Oktober 2010 gewann Tamarine in Osaka ihren vierten Einzeltitel auf der WTA Tour. Im Endspiel bezwang sie die Lokalmatadorin Kimiko Date-Krumm mit 7:5, 6:74, 6:1.
2011 verbuchte sie ihren größten Erfolg bei einem Grand-Slam-Turnier. Im Doppel stand sie an der Seite von Marina Eraković aus Neuseeland, mit der sie im Jahr zuvor ein WTA-Turnier gewonnen hatte, im Halbfinale von Wimbledon; sie unterlagen dort Sabine Lisicki und Samantha Stosur mit 3:6, 6:4, 6:8.
Bereits ab 1993 spielte Tamarine für die thailändische Fed-Cup-Mannschaft. Ihre Fed-Cup-Bilanz weist 50 Siege und 26 Niederlagen aus.
Am 29. April 2015 beim ITF-Turnier in Gifu (Japan) hat sie ihr letztes Match auf der Damentour bestritten.
Seit Dezember 2018 spielt sie wieder regelmäßig im Doppel.

## Turniersiege

### Einzel
| Nr. | Datum            | Turnier          | Kategorie         | Belag     | Finalgegnerin     | Ergebnis       |
| --- | ---------------- | ---------------- | ----------------- | --------- | ----------------- | -------------- |
| 1.  | 8. Februar 2003  | Hyderabad        | WTA Tier IV       | Hartplatz | Iroda Toʻlaganova | 6:4, 6:4       |
| 2.  | 21. Juni 2008    | ’s-Hertogenbosch | WTA Tier III      | Rasen     | Dinara Safina     | 7:5, 6:3       |
| 3.  | 20. Juni 2009    | ’s-Hertogenbosch | WTA International | Rasen     | Yanina Wickmayer  | 6:3, 7:5       |
| 4.  | 17. Oktober 2010 | Osaka            | WTA International | Hartplatz | Kimiko Date-Krumm | 7:5, 6:74, 6:1 |

### Doppel
| Nr. | Datum              | Turnier   | Kategorie         | Belag             | Partnerin           | Finalgegnerinnen                        | Ergebnis         |
| --- | ------------------ | --------- | ----------------- | ----------------- | ------------------- | --------------------------------------- | ---------------- |
| 1.  | 9. Januar 1998     | Auckland  | WTA Tier IV       | Hartplatz         | Nana Miyagi         | Julie Halard Janette Husárová           | 6:4, 7:5         |
| 2.  | 21. Oktober 2000   | Shanghai  | WTA Tier IVa      | Hartplatz         | Lilia Osterloh      | Rita Grande Meghann Shaughnessy         | 7:5, 6:1         |
| 3.  | 30. September 2001 | Bali      | WTA Tier III      | Hartplatz         | Evie Dominikovic    | Janet Lee Wynne Prakusya                | 6:74, 6:2, 6:3   |
| 4.  | 5. Oktober 2003    | Tokio     | WTA Tier III      | Hartplatz         | Marija Scharapowa   | Ansley Cargill Ashley Harkleroad        | 7:61, 6:0        |
| 5.  | 26. Oktober 2003   | Luxemburg | WTA Tier III      | Hartplatz (Halle) | Marija Scharapowa   | Olena Tatarkowa Marlene Weingärtner     | 6:1, 6:4         |
| 6.  | 15. Februar 2009   | Pattaya   | WTA Tier III      | Hartplatz         | Jaroslawa Schwedowa | Julija Bejhelsymer Witalija Djatschenko | 6:3, 6:2         |
| 7.  | 14. Februar 2010   | Pattaya   | WTA Tier III      | Hartplatz         | Marina Eraković     | Anna Tschakwetadse Xenia Perwak         | 7:5, 6:1         |
| 8.  | 22. September 2012 | Guangzhou | WTA International | Hartplatz         | Zhang Shuai         | Jarmila Gajdošová Monica Niculescu      | 2:6, 6:2, [10:8] |

## Abschneiden bei Grand-Slam-Turnieren

### Einzel
| Turnier         | 1997 | 1998 | 1999 | 2000 | 2001 | 2002 | 2003 | 2004 | 2005 | 2006 | 2007 | 2008 | 2009 | 2010 | 2011 | 2012 | 2013 | Karriere |
| --------------- | ---- | ---- | ---- | ---- | ---- | ---- | ---- | ---- | ---- | ---- | ---- | ---- | ---- | ---- | ---- | ---- | ---- | -------- |
| Australian Open | 3    | AF   | 1    | 3    | 3    | 3    | 3    | 1    | 2    | 1    | 1    | 1    | 1    | 2    | 1    | 1    | Q1   | AF       |
| French Open     | 2    | 1    | 1    | 2    | 1    | 3    | 1    | 1    | 1    | —    | 2    | 1    | 2    | 1    | —    | 1    | —    | 3        |
| Wimbledon       | 3    | AF   | AF   | AF   | AF   | AF   | 1    | AF   | 2    | 3    | 1    | VF   | 1    | 1    | 2    | 1    | Q2   | VF       |
| US Open         | 3    | 1    | 2    | 3    | 1    | 2    | AF   | 1    | 1    | Q1   | 1    | 1    | 1    | —    | 1    | Q2   | —    | AF       |

Zeichenerklärung: S = Turniersieg; F, HF, VF, AF = Einzug ins Finale / Halbfinale / Viertelfinale / Achtelfinale; 1, 2, 3 = Ausscheiden in der 1. / 2. / 3. Hauptrunde; Q1, Q2, Q3 = Ausscheiden in der 1. / 2. / 3. Runde der Qualifikation; n. a. = nicht ausgetragen

### Doppel
| Turnier         | 1996 | 1997 | 1998 | 1999 | 2000 | 2001 | 2002 | 2003 | 2004 | 2005 | 2006 | 2007 | 2008 | 2009 | 2010 | 2011 | 2012 | 2013 | 2014 | Karriere |
| --------------- | ---- | ---- | ---- | ---- | ---- | ---- | ---- | ---- | ---- | ---- | ---- | ---- | ---- | ---- | ---- | ---- | ---- | ---- | ---- | -------- |
| Australian Open | —    | 1    | 1    | 1    | AF   | —    | —    | 1    | 2    | —    | 2    | 1    | 2    | 1    | 1    | 1    | 1    | 1    | 1    | AF       |
| French Open     | —    | 1    | 1    | 1    | 1    | —    | 2    | —    | 2    | 1    | —    | 2    | 1    | 1    | 1    | —    | AF   | 2    | —    | AF       |
| Wimbledon       | 2    | 1    | 2    | 1    | 1    | —    | 2    | —    | 2    | 1    | —    | 2    | 2    | 2    | 1    | HF   | AF   | AF   | —    | HF       |
| US Open         | —    | 2    | 2    | —    | 1    | —    | —    | —    | VF   | 1    | —    | 2    | 1    | —    | —    | 1    | 2    | —    | —    | VF       |